# Bosnisch-herzegowinische Eishockeyliga 2014/15
Die Saison 2014/15 war die siebte Spielzeit der bosnisch-herzegowinischen Eishockeyliga, der höchsten bosnisch-herzegowinischen Eishockeyspielklasse. Meister wurden zum ersten Mal in der Vereinsgeschichte die Blue Bulls Sarajevo, die U20-Nationalmannschaft des Landes.
Der HK Ilidža 2010 stellte keine Mannschaft für die Spielzeit 2014/15, so dass lediglich drei Mannschaften an der Liga teilnahmen.

## Modus
In der Hauptrunde absolvierte jede der drei Mannschaften insgesamt 12 Spiele mit je 45 Minuten Länge – anstatt der üblichen 60 Minuten. Der Hauptrundensieger wurde Bosnisch-herzegowinischer Meister. Für einen Sieg nach der regulären Spielzeit erhielt jede Mannschaft drei Punkte, für einen Sieg nach Verlängerung zwei Punkte, bei einer Niederlage nach Verlängerung gab es einen Punkt und bei einer Niederlage nach regulärer Spielzeit null Punkte.

## Hauptrunde
|    | Klub                 | Sp | S | OTS | OTN | N | Tore  | Punkte |
| -- | -------------------- | -- | - | --- | --- | - | ----- | ------ |
| 1. | Blue Bulls Sarajevo  | 12 | 8 | 2   | 1   | 1 | 48:25 | 29     |
| 2. | HK Medvjedi Sarajevo | 12 | 3 | 1   | 2   | 6 | 30:32 | 13     |
| 3. | HK Stari Grad        | 12 | 3 | 1   | 1   | 7 | 29:51 | 12     |

Sp = Spiele, S = Siege, OTS = Overtime-Siege, OTN = Overtime-Niederlage, N = Niederlagen